# Magasin coopératif et participatif

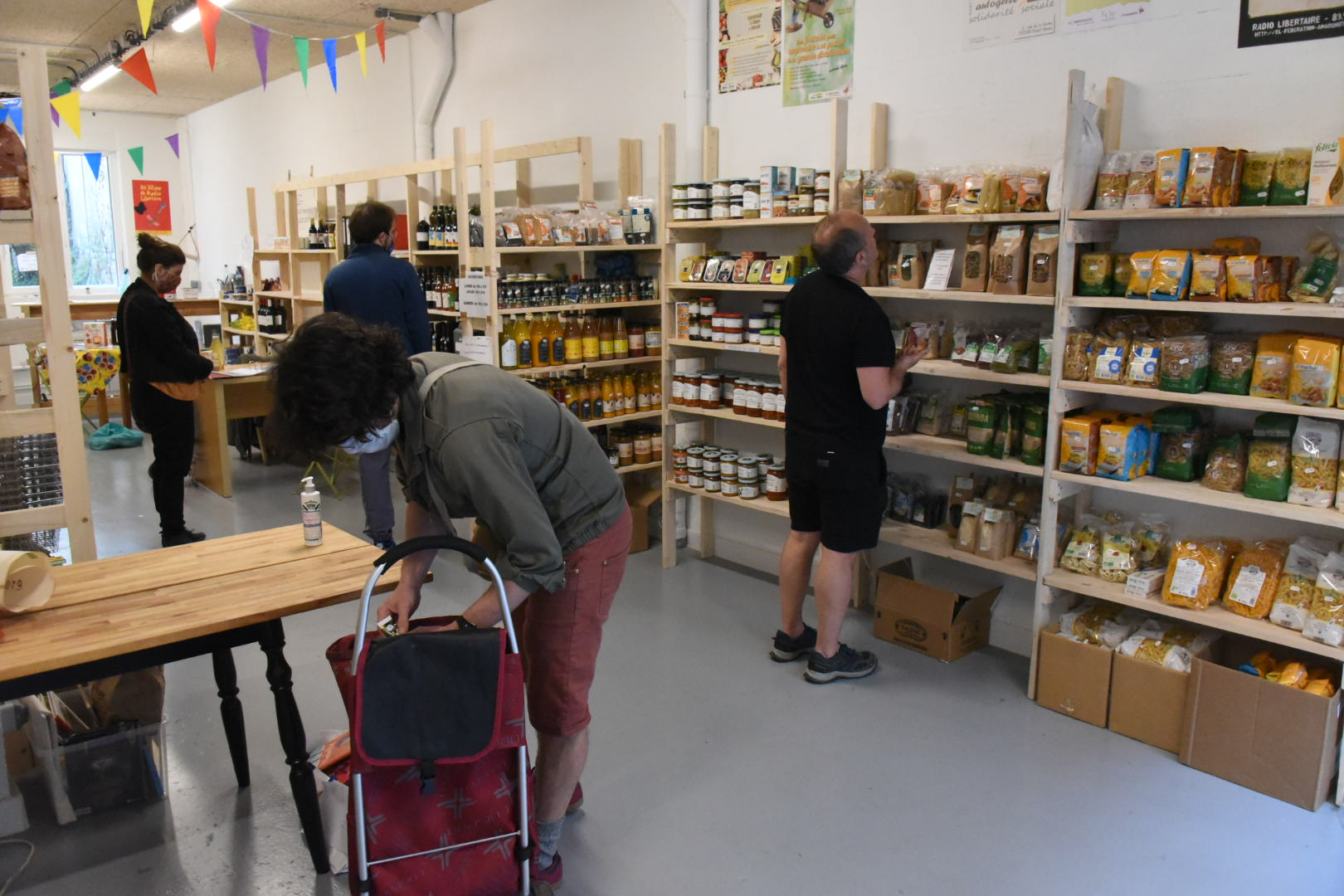
Une épicerie coopérative à Saint-Denis (France).

Un magasin coopératif et participatif s'inscrit dans la lignée des coopératives de consommation. Dans ce type de magasin, les membres ont la triple qualité de consommateur, coopérateur et travailleur. Ainsi ils participent à des prises de décision et aux tâches de gestion et de maintenance du magasin.

## Historique
Les magasins coopératifs et participatifs s'inscrivent dans la riche histoire des expériences coopératives et mutualistes débutée en parallèle de la révolution capitaliste, en particulier les coopératives de consommation.
Le modèle de la coopérative alimentaire participative contemporaine apparaît, en France en 2011, avec la coopérative L’Indépendante à Paris, puis en 2013 à Rezé, près de Nantes, par La compagnie du Groupement d'achat service épicerie (GASE).
Depuis 2015, plusieurs coopératives alimentaires sont regroupées dans la Fédération nationale des coopératives alimentaires autogérées, généralement à l’échelle de l’épicerie. 
Ce modèle participatif est transposé à l'échelle du supermarché de manière expérimentale à New York, avec la Park Slope Food Coop, depuis les années 1970, avec environ 16 000 membres qui en sont à la fois les clients et des coopérateurs qui participent au fonctionnement du magasin par leur travail.
À la fin des années 2000, deux Américains vivant à Paris découvrent le concept et décident d'essayer de l'implanter en France. Une association, Les Amis de la Louve est créée en 2011 dans le but de préparer l'ouverture d'un supermarché. La Ville de Paris et la mairie du 18e arrondissement soutiennent rapidement le projet, qui fait écho à leur souhait de dynamiser des quartiers des portes de Paris. Ils présentent le projet au bailleur social Paris Habitat, qui acceptera de conclure un bail de 9 ans dans un immeuble en construction et facilitent le soutien du programme d’investissements d'avenir du Commissariat général à l'investissement. Après avoir été repoussée plusieurs fois, l'ouverture du supermarché est effective en novembre 2016. Début 2017, La Louve compte plus de 3 000 membres coopérateurs,.

## Objectif
L'objectif principal est d'essayer de manger mieux tout en maîtrisant son budget, en participant à la sélection des produits et au fonctionnement du magasin. A la différence des schémas classiques de grande distribution visant à rémunérer des actionnaires, les magasins coopératifs et participatifs ont un objectif social leur permettant de maintenir des prix les plus bas possibles,. 

## Fonctionnement
Dans les coopératives de consommation conceptualisées par Gide, les membres avaient une double qualité consommateur / coopérateur. La particularité commune aux magasins coopératifs et participatifs est que ces membres acquièrent une troisième qualité : celle de travailleur. Ils participent ainsi aux tâches de gestion et de maintenance du magasin. 
Cela se fait quelquefois sur la base du volontariat, quelquefois sur une base obligatoire. De plus, certains magasins coopératifs et participatifs ont des salariés en plus des coopérateurs bénévoles. 
Une autre différence notable est la fin de la pratique de la ristourne qui pouvait avoir cours dans le passé. Ici c'est une baisse de la marge effectuée par le magasin sur les produits, donc c'est le prix d'achat qui est directement réduit.
Chaque magasin fonctionne de manière autonome, il peut donc y avoir des différences notables suivant les projets.
Certains magasins coopératifs et participatifs expérimentent des modèles peu conventionnels. Par exemple, les DionyCoop de Saint-Denis (notamment sans assemblée générale, sans capital ni ordinateur dans l'épicerie).

## Participation et délibération
En plus de la participation, les différentes gouvernances prônent une logique soit délibérative faisant référence aux outils de la démocratie participative soit autogestionnaire.